# Exocentrus philippinensis
Exocentrus philippinensis là một loài bọ cánh cứng trong họ Cerambycidae.